# Cliff Nordberg
Pour les articles homonymes, voir Nordberg.
Clifford Nordberg dit Cliff (1908 - 1979) est un animateur américain ayant travaillé pour les studios Disney.

## Filmographie
- 1946 : La Boîte à musique
- 1946 : Casey at the Bat
- 1946 : Mélodie du Sud
- 1948 : Pecos Bill
- 1948 : Dingo et Dolorès
- 1948 : Mélodie Cocktail
- 1950 : Cendrillon
- 1951 : Alice au pays des merveilles
- 1952 : Susie, le petit coupé bleu
- 1953 : Peter Pan
- 1953 : Franklin et moi
- 1955 : La Belle et le Clochard
- 1956 : A Cowboy Needs a Horse
- 1957 : The Truth About Mother Goose
- 1958 : Donald au pays des mathémagiques
- 1960 : Goliath II
- 1961 : Les 101 Dalmatiens
- 1962 : A Symposium on Popular Songs
- 1963 : Merlin l'Enchanteur
- 1964 : Mary Poppins
- 1965 : Freewayphobia No. 1
- 1965 : Donald's Fire Survival Plan
- 1965 : Goofy's Freeway Troubles
- 1969 : What Should I Do? - The Fight
- 1970 : What Should I Do? - Lunch Money
- 1973 : Robin des Bois
- 1977 : Les Aventures de Winnie l'ourson
- 1977 : Les Aventures de Bernard et Bianca
- 1977 : Peter et Elliott le dragon
- 1978 : Le Petit Âne de Bethléem
- 1981 : Rox et Rouky
- 1993 : Le Voleur et le Cordonnier